# 湖南科技大学
湖南科技大学（英語: Hunan University of Science and Technology）は、中国湖南省湘潭市に本部を置く中国の公立大学。1949年創立、2003年大学設置。
2019年8月時点では、学校の面積は3107畝、建築面積は97.43万平方メートル、生徒数約36,714人、教職員2,567人。

## 略歴
湖南科技大学の起源は、宋代慶暦年間（西暦1044年）に湘潭県公署が設立した湘潭県学。
1949年8月、湘北建設学院設立。2003年、湘潭師範学院（1958年8月、元湘潭師範専科学校）と湘潭工学院（1978年4月、元湘潭煤炭学院）が合併し「湖南科技大学」設立。
2009年、学校創立記念60週年式典を挙行。
2019年10月、学校創立記念70週年式典を挙行するのを予定されています。

## 基礎データ
- 所在地
  - 湘潭市雨湖区

- 校訓
  - 「唯実唯新、至誠至志」

## 組織
「学院」も「系」も日本の大学の学部にほぼ相当する。「学部」は「学院」と「系」の上の編成で、実体はなく、日本の「学部」とは位置付けが異なっている。妙訳がないのでそのまま記す。
- 資源環境·安全工程学院
- 計算機科学·工程学院
- 体育学院
- 機電工程学院
- 数学·計算科学学院
- 芸術学院
- 土木工程学院
- 信息·電気工程学院
- 管理学院
- 生命科学学院
- 建築·芸術設計学院
- 人文学院
- 化学化工学院
- 物理·電子科学学院
- 商学院
- 外国語学院
- マルクス主義学院
- 法学院
- 教育学院
- 継續教育学院
- 瀟湘学院

## 附属機関

### 附属図書館
湖南科技大学図書館、蔵書数は全館合計で約494.82万冊

## 大学の人物一覧

### 教授
- 学長：李伯超
- 党委書記：劉徳順

### 卒業生
- 譚和平：湖南省公安庁党委委員、副庁長
- 秦国文：吉首市委書記
- 胡伯俊：張家界市委書記
- 張希慧：郴州市人民政府副市長
- 黄摩崖：作家
- 葉光寒：畫家
- 劉経南：中国工程院院士
- 周建設：首都師範大学副学長
- 武光：元中国社会科学院副院長
- 彭新一：華南理工大学副学長
- 張華：武漢科技大学教員

## 対外関係
- アメリカ合衆国
  - en:Silicon Valley University
- イギリス
  - en:University of the West of Scotland
  - ミドルセックス大学
- 日本
  - 聖泉大学[6]